# John Elway
John Elway (født 28. juni 1960) er en tidligere amerikansk fodboldspiller der spillede for NFL-holdet Denver Broncos. Han spillede positionen quarterback, og bliver af mange eksperter betegnet som en af de bedste quarterbacks gennem tiderne i NFL.
Han var især kendt for en stor armstyrke samt evnen til at vende truende nederlag til sejr for sit hold.
Han deltog i fem Super Bowls med Denver Broncos, hvoraf de sidste to blev vundet.
John Elway trak sig tilbage fra NFL efter at have vundet to Super Bowls i træk i 1999, i en alder af 38 år.